# Going to Brazil
Pour plus de détails, voir Fiche technique et Distribution.
Going to Brazil, ou Galère au Brésil au Québec, est une comédie française réalisée par Patrick Mille, sortie en 2016.

## Synopsis
Deux sœurs, Agathe et Lily, et leur amie d'enfance, Chloé, vivent à Paris et sont invitées au mariage de Katia, qu'elles n'ont pas vue depuis plusieurs années. Le mariage se déroulant à Rio de Janeiro, les trois copines s'envolent dans une ville de fête, de plaisir et d'excès en tout genre. Durant une fête, Lily tue accidentellement un homme, alors qu'il tentait de la violer durant une soirée. Les trois jeunes femmes apprennent ensuite qu'il s'agit du mari de Katia, Tinho.
S'ensuit alors l'aventure de ces trois Parisiennes pour s'enfuir du Brésil, accompagnées de Katia, enceinte de sept mois et craignant pour la vie de son enfant. Ensemble, elles doivent échapper au monstrueux père de Tinho, à la police locale et aux narcotrafiquants, tout en recréant une amitié au fil de la fuite... Elles pourront compter sur l'aide de M. Hervé, un agent consulaire français.

## Fiche technique
- Titre original : Going to Brazil
- Titre québécois : Galère au Brésil[1]
- Réalisation : Patrick Mille
- Scénario : Patrick Mille, Sabrina Amara et Julien Lambroschini
- Musique : Florent Marchet
- Supervision musicale : Christian Chevalier
- Montage : Samuel Danesi
- Photographie : André Szankowski
- Son: Philippe Vandendriessche et Antoine Vandendriessche
- Décors : Claudio Amaral Peixoto
- Costumes : Marie-Laure Lasson
- Producteur : Dimitri Rassam et Benjamin Elalouf
  - Producteur associé : Grégoire Lassalle, Sylvain Goldberg, Serge de Poucques, Adrian Politowski, Gilles Waterkeyn et Nadia Khamlichi
- Production : Chapter 2 et Moonshaker
  - Coproduction : France 3 Cinéma, Vamonos Films, Nexus Factory, Sofitvciné 3 et UMedia
- Distribution : Océan Films
- Pays :  France
- Durée : 94 minutes
- Dates de sortie :
  - France : 24 août 2016 (Festival du film francophone d'Angoulême) ; 22 mars 2017 (sortie nationale)
  - États-Unis : 11 mars 2017
  - Québec : 11 août 2017

## Distribution
- Vanessa Guide : Katia
- Alison Wheeler : Agathe
- Margot Bancilhon : Chloé
- Philippine Stindel : Lily, la sœur d'Agathe
- Patrick Mille : M. Hervé, l'agent consulaire
- Chico Díaz (en) : Augusto
- Joseph Malerba : Laurent, le père de Katia
- Christine Citti : Michèle , la mère de Katia
- Susana Pires : Hector, la cheffe de gang
- Ingra Lyberato : Brigitte, la femme d'Augusto
- Stefan Cuvelier : Chef de Chloé
- Brigitte Roüan : Mme la consule
- Nando Rodrigues (pt) : Tinho
- Viviane Porto (en) : une amazone de M. Hervé

## Production
Après Mauvaise Fille, Patrick Mille souhaitait quitter le drame pour réaliser un film au ton différent : "J’ai eu envie de légèreté, de comédie et d’action. Et comme j’aime aussi filmer les actrices, j’ai eu l’idée de raconter l’histoire d’une bande de filles qui se déroulerait loin de Paris, et que tout le monde reste en vase clos, dans l’humeur de ce pays sexy, festif et dangereux – qui allait bien avec l’histoire".
Patrick Mille avait choisi de tourner son film au Brésil avant même d'en écrire l'intrigue. "Je voulais tourner à l’étranger, et je suis fou de Rio et du Brésil, qui me fascine depuis que je suis petit. J’aime les Brésiliens, leur musique, leur cinéma, leur Histoire, bien sûr leur football donc je suis allé trouver Dimitri Rassam, et je lui ai dit : c’est une comédie avec des filles, il leur arrive des bricoles , et c’est au Brésil. C’est comme ça que j’ai vendu mon film".

## Accueil

### Critique
Le film reçoit à sa sortie un accueil mitigé de la critique et du public, la moyenne des critiques presse étant de 2,6/5 (14 critiques) sur le site d'Allociné.
Certaines critiques sont positives : "On pourrait dénombrer les défauts, facilités et aberrations du scénario, mais, de façon assez étonnante, le film arrive à transformer toutes ses limites en force, précisément parce qu’il ne se fixe aucune borne dans l’excès" écrit Murielle Joudet dans Le Monde.
Christopher Narbonne, pour Première, parle d'un film "Parfois vulgaire, souvent drôle, surprenant quand il faut, plutôt soigné visuellement, Going to Brazil a le mérite de détoner dans le tout-venant de la comédie populaire française".
D'autres sont plus mitigées, voire négatives envers le film : écrivant pour Studio Ciné Live, Laurent Djian parle de gags "trop lourds, trop excessifs ou trop prévisibles. Les actrices crapahutent et s'agitent. En vain".
"L'accumulation de clichés sur la société brésilienne et la vulgarité de son deuxième film évoquent davantage une version modernisée des nanars de Philippe Clair dans les années 1970 et 1980. Indigeste" selon Samuel Douhaire pour Télérama.
L'article parlant du film sur le site du Figaro mentionne "Après Mauvaise fille, Patrick Mille signe un Very Bad Trip au féminin, écrit au marteau-piqueur. Grossier et vaseux".

## Distinctions
- Grand Prix du Festival du Festival International du Film de Comédie de Liège en 2016.